# Gameljščica
Gameljščica je potok, ki nastane z združitvijo potokov Grač(e)nica (s pritokom Mlake), Poljšak in Dobrava (v zgornjem toku imenovana Graben). Ti potoki se pri Zgornjih Gameljnah (med hriboma Šmarna gora in Rašica) stekajo v strugo, imenovano Gameljščica - ta pa se nedaleč od tod kot levi pritok izliva v reko Savo.